# Pseudeustrotia
Pseudeustrotia es un género de lepidópteros perteneciente a la familia Noctuidae. Es originario de Europa, Asia y Australia.

## Especies
- Pseudeustrotia bipartita (Wileman, 1914)
- Pseudeustrotia candidula (Denis & Schiffermüller, 1775)
- Pseudeustrotia carneola (Guenée, 1852)
- Pseudeustrotia dimera (Hampson, 1910)
- Pseudeustrotia indeterminata (Barnes & McDunnough, 1918)
- Pseudeustrotia isomera (Hampson, 1910)
- Pseudeustrotia macrosema (Lower, 1903)
- Pseudeustrotia semialba (Hampson, 1894)